# Muammer Özer
Muammer Özer (Bilecik, 1945) és un director, guionista i productor de cinema turc.
Fill d'un ferrocarril amb sis fills, va estudiar actuació del Teatre Municipal d'Eskişehir després dels seus estudis secundaris, que va deixar a mig camí per motius econòmics. Va intentar rodar curtmetratges i anuncis publicitaris durant el seu servei militar. Va tenir un paper important en la conscienciació dels entusiastes del cinema amb els cursos gratuïts d'informació cinematogràfica que va organitzar al Centre d'Educació Pública d'Eskişehir.
Va començar a dirigir curtmetratges professionals el 1967. Va marxar a Alemanya el 1970, i després de treballar un temps, va estudiar cinema a Finlàndia fins al 1977, quan es va establir definitivament a Suècia. El 1981 va dirigir el seu primer documental i el 1985 va rodar a Turquia Bir Avuç Cennet que criticava els esdeveniments de tortura del 12 de setembre i va ser censurada. Ha rebut diversos premis.

## Filmografia
- Kardeş Kanı / Splittring, 1984
- Bir Avuç Cennet, 1985
- Kara Sevdalı Bulut, 1987[3]
- Hollywood Kaçakları, 1996